# 藤氏長者

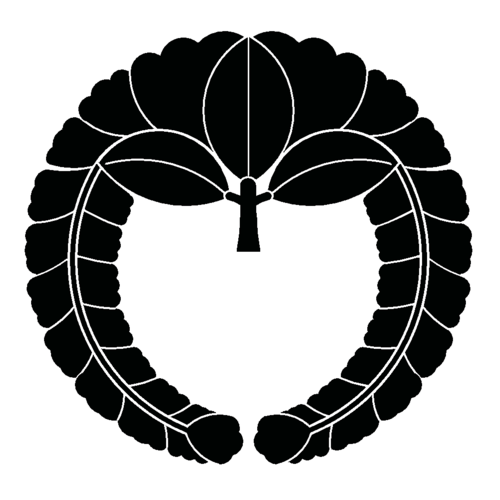
藤原氏的家紋

藤氏長者（假名：とうしのちょうじゃ）是指日本高級贵族藤原氏下头所有氏族的领导人，這个称号是一个荣誉性称呼，一般在藤原氏中五摄家当中的家族成員择优授予。

## 簡介
藤氏長者是藤原氏的代表人物，由於藤原氏長期掌控日本政局，其對政治、財務、宗教等都有重大的影響力。家族中，藤氏長者統領包含莊園在內管理權；宗教上，其亦有興福寺、春日大社、大原野社等神社的管理大權。

## 歷史
雖然藤原氏在藤原不比等時就已顯達，今日的史家一般認為藤氏長者在藤原不比等的玄孫藤原冬嗣及其兒孫藤原良房、藤原基經三代人的經營下逐漸成形。也有從藤原鎌足受賜藤原姓氏開始算起。藤原氏在平安時代有龐大政經實力，獲得不少封爵；為了提升自己地位，藤氏長者自身也頻繁以自己女兒和皇族通婚。
藤氏長者有為家族地位及利益發聲的義務。藤原賴通、藤原教通和皇室對抗即是最有名的例子之一；藤原氏勢力一度龐大到足以使皇權旁落。

## 沒落
在保元之亂後，藤原氏的勢力明顯衰弱；不過藤原氏分支五攝家的成員依然輪流繼承藤氏長者的身分；期間除了豐臣秀吉之外，關白的職位依然由藤原氏把持。直到明治時期的1871年，九條道孝才正式放棄藤氏長者的頭銜。

## 關連項目
- 朱器台盤（日语：朱器台盤）：傳家信物
- 宇治參詣（日语：宇治入り）：就任儀式
- 殿下渡領（日语：殿下渡領）：持有領地